# Nagyecsed
Nagyecsed ist eine ungarische Stadt im Kreis Mátészalka im Komitat Szabolcs-Szatmár-Bereg.

## Geografische Lage
Nagyyecsed liegt im östlichen Teil des Komitats Szabolcs-Szatmár-Bereg, zwischen Mátészalka und der Grenze zu Rumänien bei Vállaj. Die Nachbargemeinde Fábiánháza, liegt südwestlich zu Nagyecsed.

## Geschichte
In Nagyecsed befand sich ursprünglich auf einer Insel im Ecseder Moor (zwischen den Flüssen Kraszna und Szamos gelegen) die Burg Ecsed der Adelsfamilie Báthory. Die Festung wurde im Zuge der Rákóczi-Unruhen nach 1711 zerstört. Überreste befinden sich noch beim Wasserturm ca. 250 m östlich der Reformierten Kirche, nördlich der Rákóczi Ferenc Straße. Die ehemalige Großgemeinde wurde 1997 in den Rang einer Stadt erhoben. Der alte Name der Stadt war Ecsed, aber im Laufe der Zeit wurde sie in Nagyecsed umbenannt, was "groß" oder "großes Ecsed" bedeutet, um sie zu unterscheiden.

## Sehenswürdigkeiten
- Griechisch-katholische Kirche Urunk színeváltozása
- Reformierte Kirche
- Römisch-katholische Kirche Szent Kereszt Felmagasztalása
- István-Báthori-Statue
- Stillgelegte Pumpstation (Műemlék szivattyútelep)

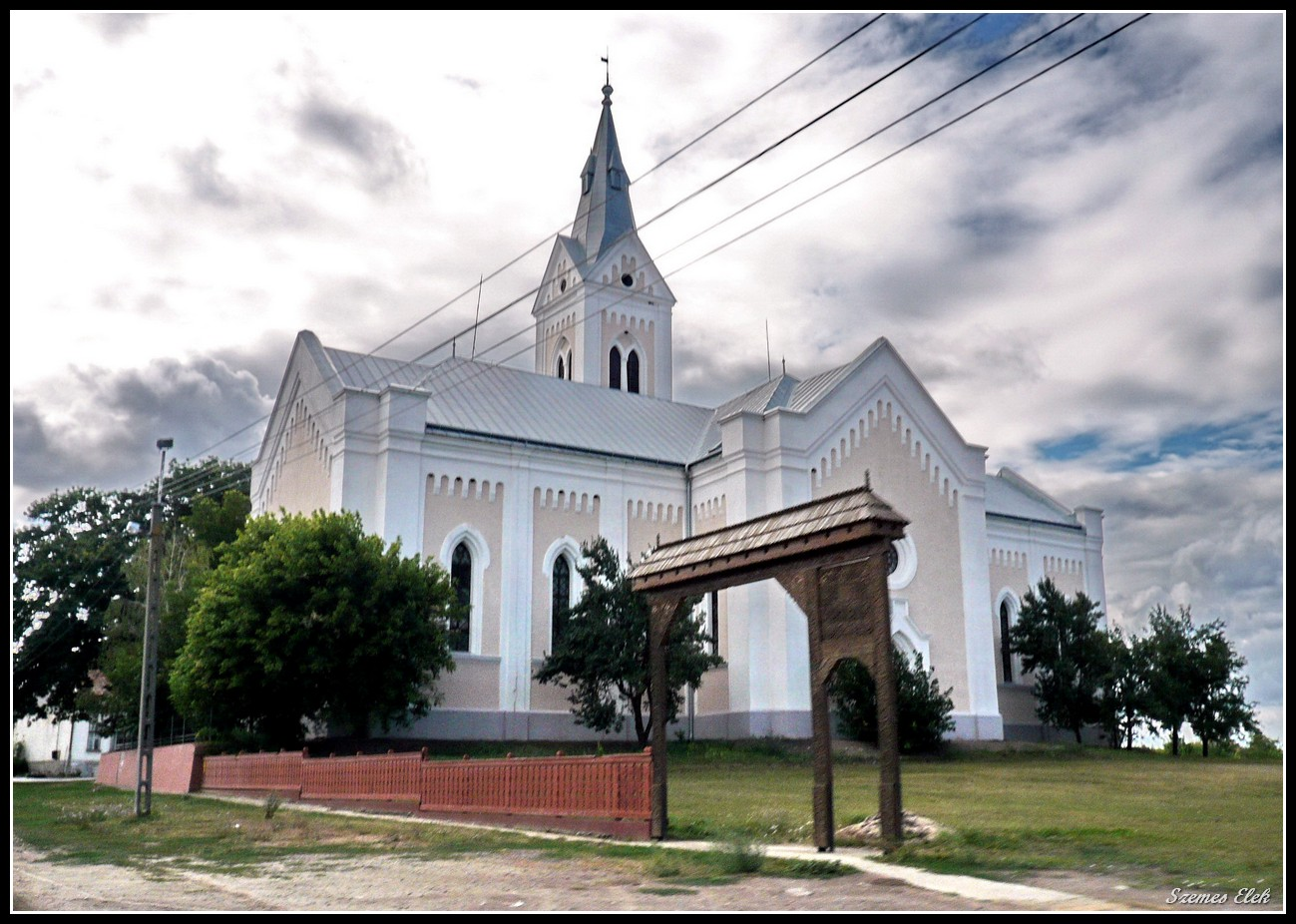
Reformierte Kirche
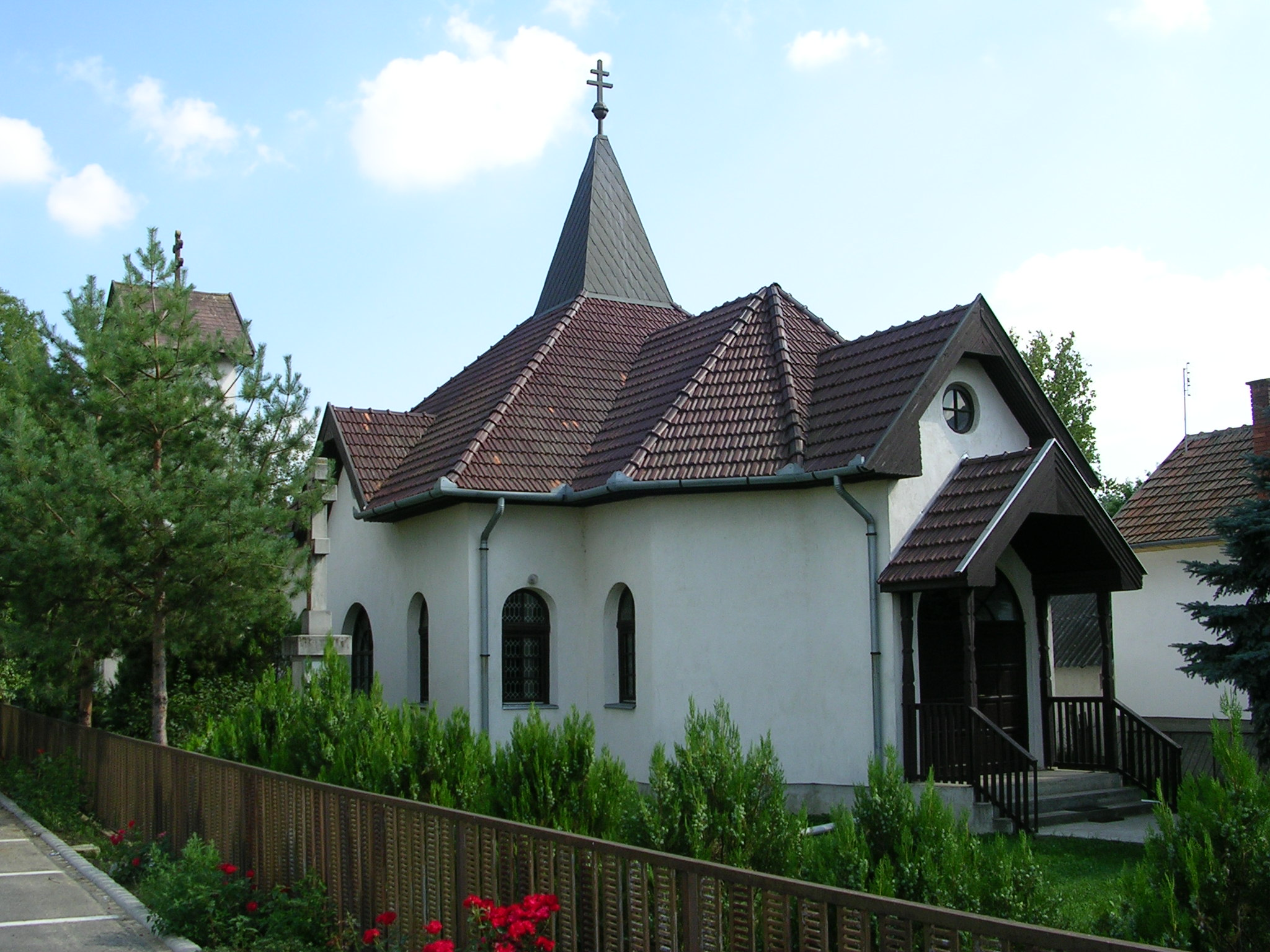
Griech.-kath. Kirche Urunk színeváltozása
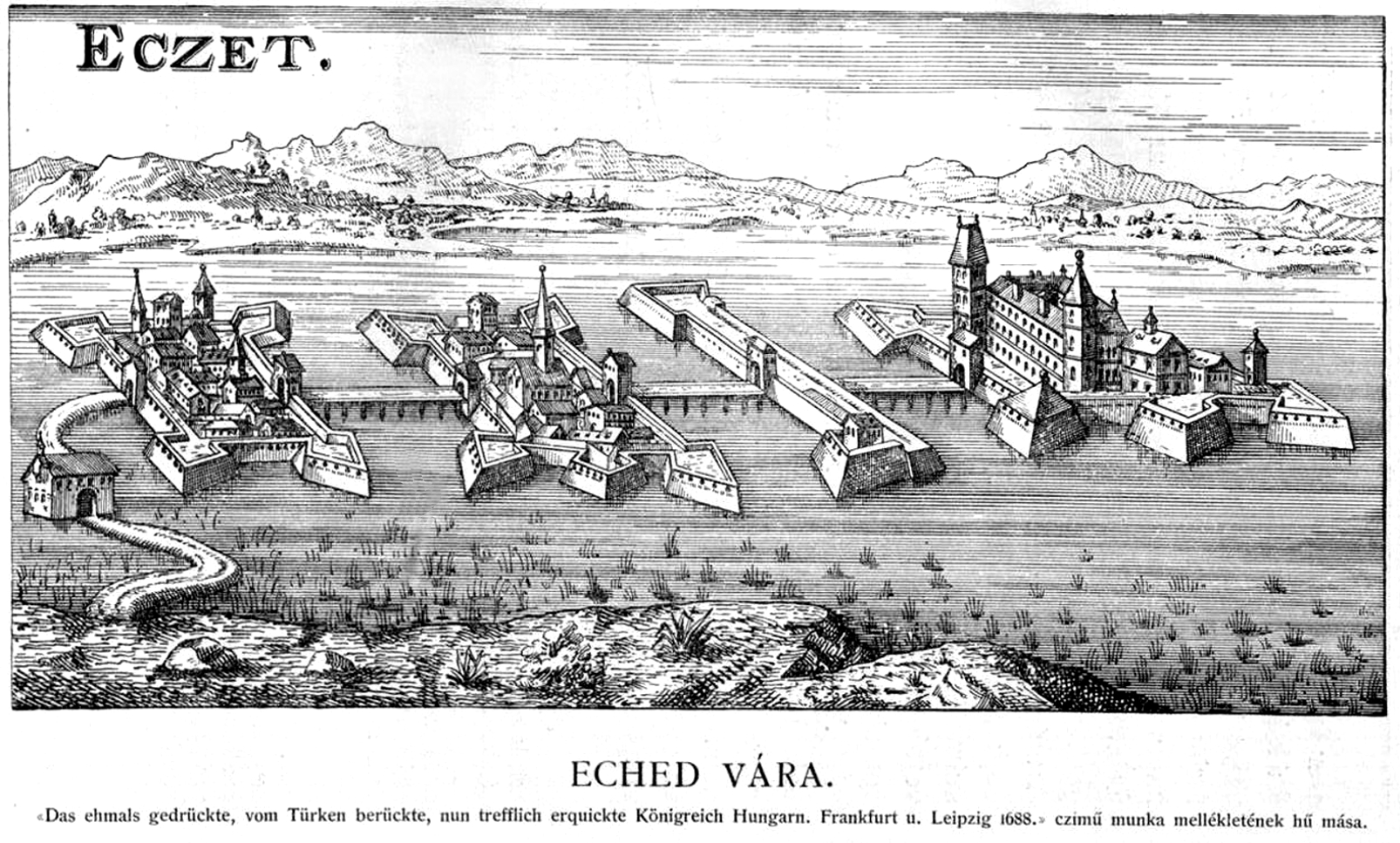
Ehemalige Festung Ecsed (zerstört)

## Städtepartnerschaften
- Berveni, Rumänien
- Peretschyn (Перечин), Ukraine